# 艾丽·希蒂
亞歷山德拉·伊莉莎白·希蒂（英語：Alexandra Elizabeth Sheedy，1962年6月13日—），女，美國演員、作家，电影代表作有《小鬼當家2》（1992年）、《七個畢業生》（1985年）、《早餐俱樂部》（1985年）。

## 生平
希蒂生於紐約市。

## 家庭
外祖母來自烏克蘭的敖德薩。母親夏洛特是犹太裔作家和新聞代理人，曾經參與婦女和民權運動；父親約翰·希蒂是曼哈頓的廣告行政人員，也是愛爾蘭天主教徒；两人於1971年離婚。希蒂有兩個兄弟姊妹，哥哥帕特里克和妹妹梅根。

## 外部連結
- 艾丽·希蒂在互联网电影资料库（IMDb）上的資料（英文）